# Mercado de almas
Mercado de almas es el nombre del sexto álbum de estudio de la banda de Hard Rock argentina El Reloj. Fue grabado y editado en 2002. 
La formación de la banda en este disco fue la siguiente: Luis Valenti (teclados y coros), Juan "Locomotora" Espósito (batería), Osvaldo Zabala (guitarra), Polaco Riedel (bajo y coros) y Gustavo Cipriano (voz). 

## Lista de canciones
| N.º   | Título                                 | Duración |  |
| 1.    | «El vengador»                          | 3:50     |  |
| 2.    | «El milagro»                           | 4:34     |  |
| 3.    | «Hijo del sol»                         | 4:21     |  |
| 4.    | «El avestruz»                          | 4:31     |  |
| 5.    | «Mercado de almas»                     | 4:31     |  |
| 6.    | «Ganar o morir»                        | 5:02     |  |
| 7.    | «Anestesiado»                          | 4:22     |  |
| 8.    | «Falsafaz»                             | 4:05     |  |
| 9.    | «El elegido»                           | 3:22     |  |
| 10.   | «Hombres de hierro (Cover León Gieco)» | 4:36     |  |
| 43:14 |                                        |          |  |

- Datos: Q21006716